# Futbol al Senegal
El futbol és l'esport més popular al Senegal, i és dirigit per la Federació Senegalesa de Futbol. La federació administra la selecció de futbol del Senegal, i la lliga senegalesa de futbol.

## Història

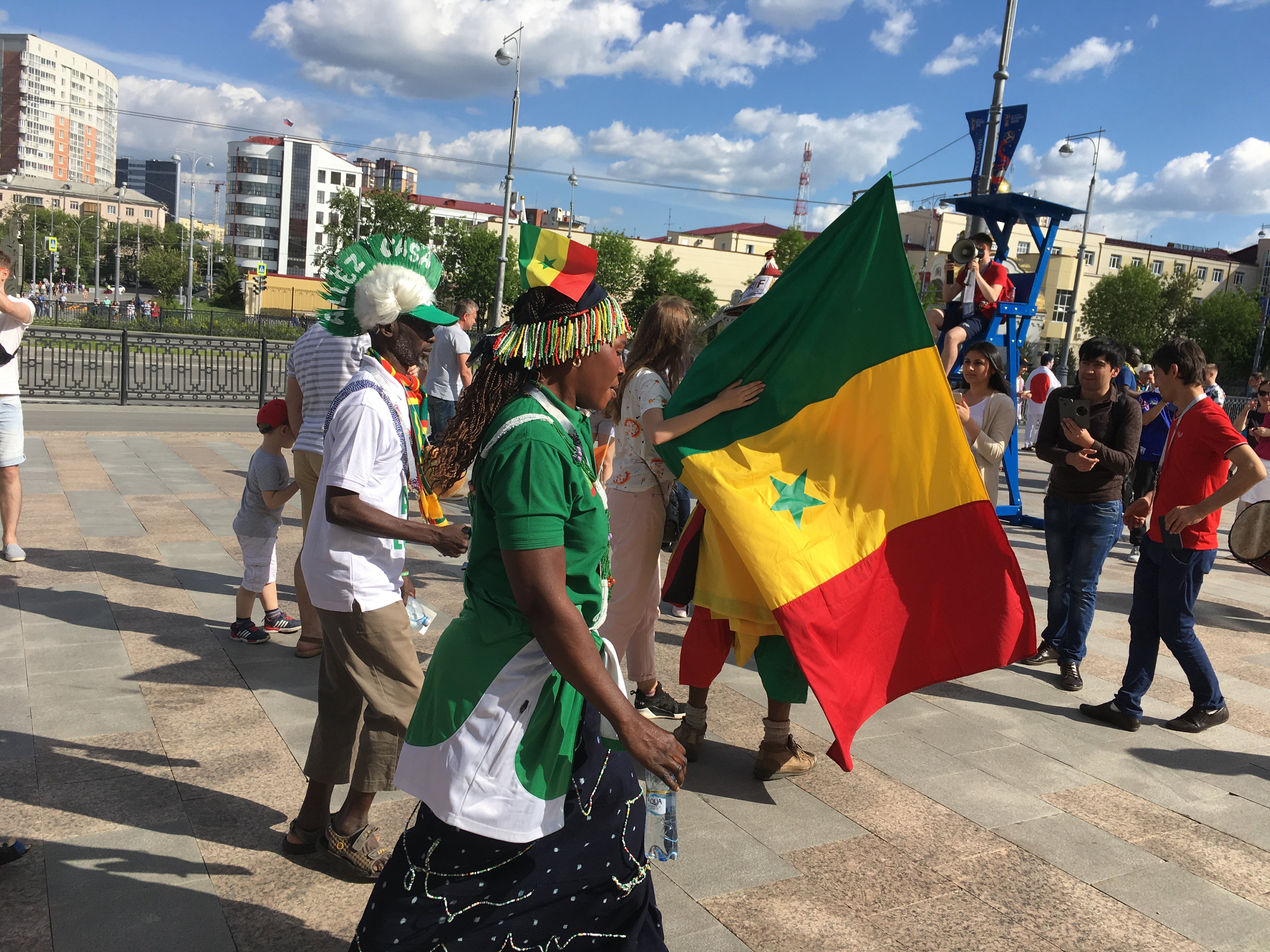
Seguidors senegalesos al Mundial 2018.

El futbol va ser introduït al Senegal durant l'administració francesa del país al segle xx. Entre els primers clubs del país hi havia el ASC Jeanne d'Arc i Foyer France Senegal. Després de la independència, el Foyer France Senegal esdevingué ASC Diaraf.
El major èxit de la selecció masculina fou assolir els quarts de final a la Copa del Món de 2002. L'equip també arribà a la final a la Copa d'Àfrica del mateix any.

## Competicions
La lliga senegalesa és professional des del 2007.
- Lligues:
  - Ligue 1
  - Ligue 2
- Copes:
  - Copa senegalesa de futbol
  - Copa de la Lliga senegalesa de futbol
  - Supercopa senegalesa de futbol

## Principals clubs
Clubs amb més títols nacionals a 2019.
- ASC Diaraf
- ASC Jeanne d'Arc
- AS Douanes
- ASC SUNEOR
- US Gorée
- ASC La Linguère
- ASFA Dakar
- ASEC Ndiambour
- ASC Port Autonome
- Génération Foot
- AS Police
- US Ouakam
- Casa-Sports FC
- AS Pikine
- Diambars FC
- Mbour Petite-Côte FC
- ASC Niarry-Tally
- Teungueth FC

## Jugadors destacats
Fonts:
Des de 1960
- Yérim Diagne
- Yatma Diop
- Mendy Domingo
- Matar Niang
- Amady Thiam

Des de 1970
- Ibrahima Ba Eusebio
- Boubacar Sarr
- Christophe Sagna

Des de 1980
- Jules Bocandé
- Cheikh Seck
- Roger Mendy
- Oumar Sène
- Thierno Youm

Des de 1990
- Khalilou Fadiga
- Louis Gomis

Des de 2000
- Habib Beye
- Henri Camara
- Aliou Cissé
- Ferdinand Coly
- Salif Diao
- Lamine Diatta
- Souleymane Diawara
- Papa Bouba Diop
- El Hadji Diouf
- Moussa N'Diaye
- Mamadou Niang
- Tony Sylva

Des de 2010
- Idrissa Gueye
- Kalidou Koulibaly
- Sadio Mané

## Principals estadis

Stade Léopold Sédar Senghor.

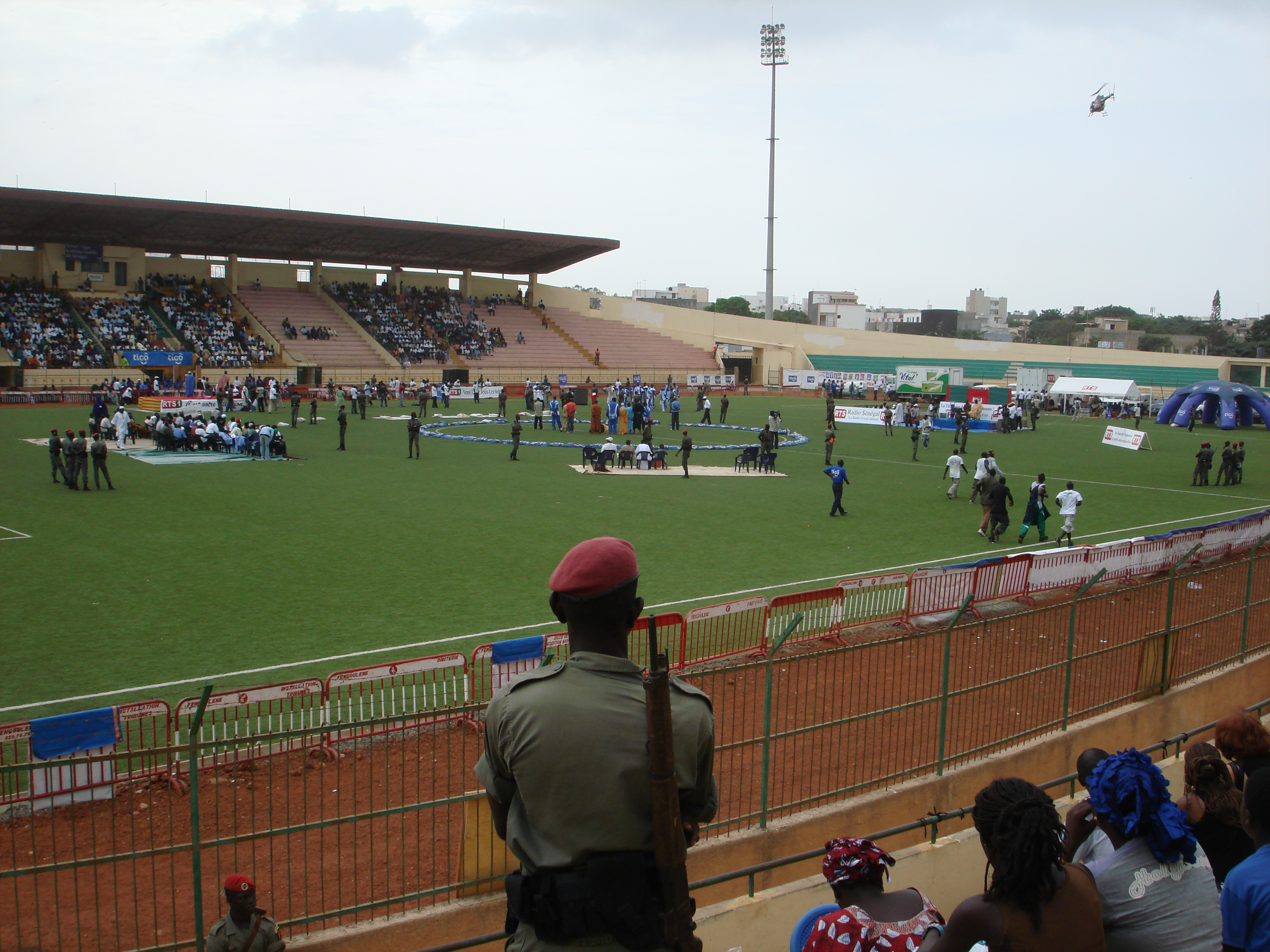
Stade Demba Diop.

| # | Estadi                       | Capacitat | Ciutat |
| - | ---------------------------- | --------- | ------ |
| 1 | Estadi Léopold Sédar Senghor | 60.000    | Dakar  |
| 2 | Estadi Olímpic Diamniadio    | 50.000    | Dakar  |
| 3 | Estadi de Diaraf             | 15.000    | Dakar  |
| 4 | Estadi Demba Diop            | 15.000    | Dakar  |
| 5 | Estadi Alboury Niaye         | 15.000    | Louga  |